# (2693) Yan’an
(2693) Yan’an – planetoida z grupy pasa głównego asteroid okrążająca Słońce w ciągu 3 lat i 130 dni w średniej odległości 2,24 j.a. Została odkryta 3 listopada 1977 roku w Obserwatorium Astronomicznym Zijinshan w Nankinie. Nazwa planetoidy pochodzi od chińskiego miasta Yan’an. Przed jej nadaniem planetoida nosiła oznaczenie tymczasowe (2693) 1977 VM1.